# Lilli Lehmann
Lilli Lehmann (Würzburg, 24 de novembro de 1848 — Berlim, 17 de maio de 1929) foi uma soprano dramático coloratura e professora de canto alemã. Seu nome real era Elisabeth Maria Lehmann-Kalisch (nome de solteira Elisabeth Maria Lehmann). 

## Infância e juventude
Lilli Lehmann e sua irmã , Marie Lehmann, passaram a infância em Praga e estudaram com a sua mãe, a cantora e harpista judia Maria Theresia Löw (1809-1885) e com Cölistin Müller. Seu pai, Karl-August Lehmann, tenor heróico, também foi um cantor famoso do teatro de Würzburg. Igualmente à maioria dos cantores que atingem o sucesso jovens, Lehmann era uma traquina menina de teatro. Sua mãe havia sido célebre soprano trabalhando com Louis Spohr em Kassel, e posteriormente trabalhou como harpista em orquestras e como solista. Lilli, nascida em uma tournée, estudou com a mãe desde criança, estreando em Praga  no papel do Primeiro Menino em Die Zauberflöte.

## Dados da carreira
Lilli Lehmann estreou como o primeiro menino na ópera A Flauta Mágica de Mozart, no Deutsches Landestheater em Praga em 1865 (ou um pouco depois; as fontes não são claras quanto a data). Quando a Pamina daquela produção ficou adoentada uns dias depois, deram lucro a preparação e o destemor da estreante; ela estava pronta para substituir e rapidamente se viu cantando outros papéis principais (no final das contas incluindo todas as partes de soprano daquela ópera). Logo seguiram-se contratos em Danzigue, Lípsia e com a idade de 21 anos começou uma longa associação com a casa de ópera de mais prestígio da Alemanha: a Berliner Hofoper (Ópera da Corte) - hoje Ópera Estatal de Berlim. Cantando inicialmente como soprano coloratura, Lehmann logo passou a cantar também papéis dramáticos. Em 1876, no primeiro festival de Bayreuth atendendo ao desejo de Richard Wagner, ela cantou na estreia mundial da tetralogia O Anel do Nibelungo nos papéis de Woglinde, Helmwige e no da Voz do Pássaro da Floresta. Em 1885 foi convidada a cantar no Metropolitan Opera (o Met) de Nova Iorque, onde  com Emil Fischer, Max Alvary, Marianne Brandt (contralto), e Anton Seidl, ela consolidou o definitivo triunfo da música de Wagner. Em Nova Iorque, foi celebrada como uma fenomenal intérprete de ópera italiana e alemã.
O papel de estreia de Lehmann em Berlim foi o de Marguerite de Valois em Les Huguenots, e o seu repertório em Berlim esteve por muitos anos concentrado em papéis de coloratura, incluindo a Rainha da Noite — sem transposição de tonalidade. Porém ela logo se interessou por Wagner, e ele por ela. Ele comparava a beleza de sua voz com a de Adelina Patti e a contratou para cantar Woglinde (a principal Filha do Reno), o Pássaro da Floresta e uma das Valquírias no primeiro festival de Bayreuth (1876). Em breve ela estava ansiosa para dominar os papéis principais de Wagner tanto quando o repertório de soprano dramático em geral. Tendo tal ambição rejeitada em Berlim -— tanto por causa dos diretores não acreditarem que ela os podia fazer, ou porque os papéis já estavam reservados para outros cantores — Lehmann aproveitou suas saídas para os tentar em outros lugares. 
O seu estouro foi com sua primeira Isolda, em Londres em 1884 regida por Hans Richter. No ano seguinte ela foi para Nova Iorque, estreando no Met como Carmen, e obteve tanto sucesso que ela quebrou o contrato com  Berlim e quase que cantou exclusivamente nos Estados Unidos nos anos que se seguiram. Ela foi o primeiro soprano a cantar as Brünnhildes de Siegfried e Götterdämmerung nos Estados Unidos, e pouco depois ela também foi a primeira a cantar o papel no primeiro ciclo do Anel.
Nessa época, Lehmann também já havia obtido grandes sucessos como Donna Anna, Fidelio, Norma e Constanze, papéis que já figuravam no seu repertório no Met com exceção do último. Quando ela finalmente volta para sua terra natal, em 1890, foi como uma grande Wagneriana. Como tal, ela foi convidada para as maiores casas Europeias e também em Londres e Nova Iorque, e em 1896 ela voltou para Bayreuth para o Anel. Contudo, até os anos finais de sua carreira, ela manteve os papéis clássicos e floridos como Violetta, Norma e Donn'Anna no repertório; o rigoroso treinamento em bel canto que ela teve jovem nunca a deixou na mão.
Nem era a sua confiança limitada à sua Gesangskunst. Krehbiel relata dela ir pessoalmente ao depósito do Met e arrumar o palco para o segundo ato de Siegfried (no qual Brünnhilde, é óbvio, não aparece) com as próprias mãos. Ela manifestava sua opinião em questões públicas (entre outras coisas, escrever uma carta para um jornal de Chicago exigindo mais espaço para os macacos no jardim zoológico). Wagner a convidou a voltar para Bayreuth não só para cantar a Primeira Jovem das Flores em Parsifal mas para recrutar, organizar e treinar o resto do elenco. Lehmann foi a diretora artística das primeiras temporadas do Festival de Mozart em Salzburgo, contratando cantores e maestros (incluindo Reynaldo Hahn, o qual frequentemente falava e escrevia da influência dela) e cantando a Primeira Dama em A Flauta Mágica, e Donna Anna. Lá ela fez suas últimas aparições no palco em 1910; no final de sua carreira já em 1922, e ela ainda dava recitais públicos com programas fascinantes (mostrando um interesse especial nas pouco conhecidas canções de Carl Loewe), concomitantemente escrevendo, lecionando e editando prolificamente. Ela morreu em 1929 em Berlim, tendo recebido todas as honras que os governos sob os quais cantou puderam conceder. 
A maioria dos relatos da obra desta soprano ao longo de todos os anos no ápice da sua profissão sustentam tal confiança; todos os relatos de seu caráter testificam do sua extrema fé nessa confiança. "Nós somos muito grades para trocarmos cumprimentos lisonjeiros," talvez tenha dito ela para Victor Maurel (O primeiro Iago e Falstaff de Verdi). "Vamos nos criticar." Querer-se-ia ser uma mosca na parede para escutar tal conversa. Provavelmente Maurel não saiu vencedor deste debate — Lehmann era, de acordo com o crítico Hermann Klein, "inclinada a ser razoavelmente severa em julgar outros artistas e seus métodos vocais." Ela disse ao crítico Henry Krehbiel que os irmãos De Reszke "eram bons homens, mas precisavam estudar mais," e uma vez quando a já famosa Lillian Nordica, que estava cantando Lohengrin em Bayreuth, a perguntou se poderia fazer uma visita à Lehmann, esta a respondeu que não planejava ter nenhum aluno particular então. Suas cartas para cantores jovens buscando conselho variavam de honesta exortação a desestímulos esmagadoramente agressivos. Uma vez descreveu uma récita de Tannhäuser que ela tinha dado e que teve diversas complicações administrativas: "Que pena para a Arte, pelo amor da qual eu faço tanto e os outros tão pouco".
Não que ela  fosse totalmente eficiência teutônica,: Lehmann tinha uma vida particular vívida que eventualmente se misturava com a pública. Na verdade, ela se retirou daquele Parsifal no último momento para não se encontrar com um certo ex-namorado, e posteriormente fez o mais comum dos erros a respeito de um célebre artista, impondo ao público um esposo cujos talentos ela classificava maiores do que realmente eram. (Este era o tenor Paul Kalisch, cuja reputação era considerável até que começasse a ser comparada com a dela.) 
Quando chegou a hora, no final de sua longa carreira, para Lilli Lehmann refletir nos seus escritos, ela escolheu títulos escolheu títulos duros: para sua autobiografia, Mein Weg ("Meu Caminho"), e para o seu tratado de técnica vocal, Meine Gesangskunst. Este não se traduz bem (significa "Minha  Arte do Canto" e "Meu Método vocal"), então a escolha dos editores foi "Aprenda a Cantar," o que também é adequado à límpida confiança da autora de que "Como Eu Canto" e "Aprenda a Cantar" são um e o mesmo.

## Vida pessoal
Em 1888, casou-se com o tenor Paul Kalisch, e desse casamento veio um filho: David. Em 1891 voltou para a Alemanha com a família e posteriormente voltou a pertencer à Berliner Hofoper. Por ter permanecido nos Estados Unidos mais tempo do que o permitido pela licença que obteve da Berliner Hofoper, Lehmann foi proibida de cantar na ópera de Berlim quando voltou para a Alemanha. Depois de uma intervenção do imperador Guilherme 2.º foi desfeita a proibição. Nos anos que se seguiram apresentou-se como convidada nos Estados Unidos, Paris e Londres e foi ativa como professora de canto. 

## Voz

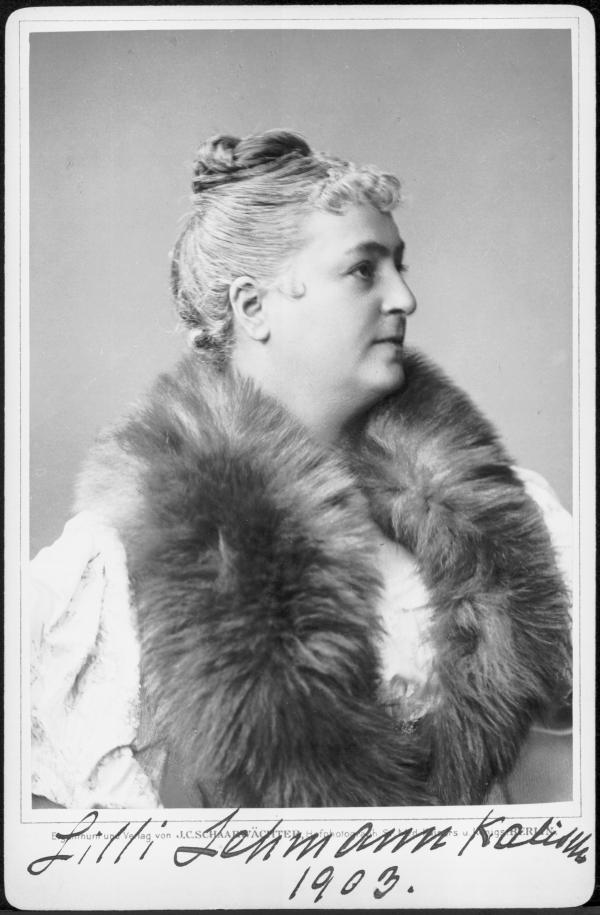
Lilli Lehmann, 1903

A voz de Lilli Lehmann, de célebres qualidade, volume, flexibilidade e timbre, lhe rendeu a reputação de uma exponencial intérprete de Mozart e Wagner de sua época. Insuperável como intérprete de Brünnhilde, Isolda, Norma e Carmen, Lilli Lehmann também foi uma excelente cantora de Lieder. Depois de se aposentar dos palcos, ela dedicou-se a ensinar canto e tornou-se uma professora de renome.
A voz de Lilli Lehmann surpreendeu os críticos de Nova Iorque quando em 25 de novembro de 1885 por ocasião da sua estreia no Metropolitan Opera, ela cantou o papel-título de Carmen, deu uma segunda récita deste papel em 28 de novembro de 1885 e no dia 30 de novembro, logo em seguida cantou Brünnhilde em Die Walküre. Tal flexibilidade deixou o público e os críticos boquiabertos. Não seria correto dizer que Lilli Lehmann foi o maior soprano Wagneriano de seus dias: Amalie Materna, Rosa Sucher, Therese Thoma Vogl, Therese Malten e Milka Ternina todas foram suas contemporâneas e tiveram seus próprios fãs. Mas ela é mais importante para a posteridade do que qualquer delas e mais do que quaisquer colegas da sua geração porque ela esteve em pé perto da linha que dividiu a história. Em Junho de 1906 e Julho de 1907, em Berlim, ela gravou discos de 78 rpm para o selo Odeon, então ao invés de meramente ler sobre o canto de Lilli Lehmann, nós o podemos ouvir. (Um álbum de dois CDs , Lilli Lehmann: The Complete Recordings, SYM 1207/08, foi lançado pelo selo britânico Symposium em 1997.)
Estas gravações são, há muito, legendárias. Vê-se uma Isolda de 60 anos de idade que brinca com as grandes árias de Constanze, com cada semicolcheia distinta e sem esforço a alta velocidade, cada Ré 5 — staccato ou legato — tilintando como um sino. Uma Norma cujo absoluto poder devemos deduzir por fé pois é difícil julgar o tamanho de uma voz nessas gravações acusticamente limitadas, porém cujo domínio do espinhoso papel e regularidade e pureza de emissão vocal estão permanentemente fora de dúvida. Lehmann nunca é exibicionista — quase o contrário — mas ornamenta a música com estilo e inclui dinuendos e trinados prodigiosamente longos, e com maestria sustentados, tudo onde apropriado (como é feito nas partes da Traviata). Há uma inspiração magnífica no brilho de seu som: que sorte dos milhares que a ouviram cantar Wagner pela primeira vez ouvirem-no cantado desta maneira, e qual não deve ter sido a satisfação de ouvir essa voz ainda brilhando depois de tão longo uso. Como outros de sua idade, ela dá a devida atenção às apojaturas em Mozart e Beethoven, mesmo nas curtas frases de "Ach, ich liebte." Ela possui quase todo atributo de maestria vocal, e isso em um repertório indo de Lieder a canções folclóricas, de Handel e Mozart a Meyerbeer e Wagner, do Lá 2 até o Ré 5. 
É, entretanto, provavelmente mais fácil admirar as gravações do que amá-las, pois há um contraste entre elas e o que o público dizia de suas performances, e vale a pena pensar-se em tal contraste.

## Feitos
Com a iniciativa de Lilli Lehmann, voltou o Festival de Salzburgo de 1901 a 1910, o qual ela conduziu tanto como cantora como quanto diretora.
Seu repertório incluiu por volta de 170 papéis em 117 óperas. Além disso, também incluiu 600 Lieder.
Foi Lilli Lehmann que redescobriu o moteto Exsultate Jubilate de Mozart.

## Publicações
Lehmann publicou dois livros. O primeiro é um tratado de técnica vocal e pedagogia do canto, intitulado Meine Gesangskunst (publicado no Brasil como Aprenda a Cantar). O segundo, uma autobiografia intitulado Mein Weg (Meu Caminho).

## Alunos famosos
Dentre seus alunos que atingiram fama estão Anna Henneberg, Augustin Kock, Edytha Fleischer, Emmy Krüger, Franz Egenieff, Geraldine Farrar, Gerhard Stehmann, Gustav Zeitzschel, Harriet Behnne, Herman Brag, Leonora Corona, Marie Ekeblad, Marko Vascovic, Marion Matthäus, Marion Weed,  Matja Niessen-Stone, Melanie Kurt, Mitzi Jetzel, Olive Fremdstad, Paul Hansen, Res Fischer, Rudolf Laubenthal, Susanne Jicha, Viorica Ursuleac e Walter Kirchhoff. 
Gerda Nielsen, uma outra aluna de Lilli Lehmann, publica no Canadá nos anos 70 um livro de canto e técnica vocal intitulado A New Guide to Good Singing.

## A experiência de Harriette Brower
No livro Great Singers on the Art of Singing, Harriette Brower conta de sua visita com um grupo de pessoas a Lilli Lehmann para conversar com a grande prima donna alemã. Dois em seu grupo eram músicos e estavam ansiosos para conhecer o famoso soprano dramático que vivia no bairro Grunewald em Berlim. Nesta visita, que aconteceu muitos anos antes da Primeira Guerra Mundial, eles ficaram tão admirados com a grande quantidade de mementos e objetos de arte na casa da cantora que não lhes era possível expressar a sensação de plenitude: Cada centímetro quadrado estava ocupado com um tesouro: um busto de mármore branco da artista sobre um pedestal de mármore negro, um piano de cauda repleto de partituras, e ao outro lado da sala um grande retrato da artista, feito por um célebre pintor alemão.
Nisso, entra Lilli Lehmann no recinto e os saúda cordialmente. Impressionou Harriette Brower o fato de Lehmann estar de saia preta e blusa branca e com um avental por cima, o que demonstrava que ela também desempenhava o papel de dona de casa. Depois de conversar informalmente por alguns minutos, foram interrompidos por uma audição que Lehmann faria com uma cantora, uma vez que muitos cantores de todos os lugares do mundo iam a Berlim para serem ouvidos por Lehmann. (Lehmann sempre dava audições deste tipo, porém, o dinheiro da considerável taxa que ela cobrava por essas audições nunca ficava com ela: era doado a obras de caridade). A jovem que se apresentou para o suplício era uma americana que não havia estudado muito.
Lehmann sentou-se ao piano e pediu que fizesse escalas e vocalises. A menina, tanto por medo ou por mal treinamento, não causou uma impressão muito feliz. Lehmann aconselhou a jovem a voltar para casa e estudar com professores americanos, e depois voltar à Alemanha e ser ouvida. Com o receio de desrespeitar o tempo da artista, Brower continua depois disso a conversa e se logo se despede.
Posteriormente, um ano antes da Primeira Guerra Mundial, Brower está em Salzburgo para o festival de Mozart. Lá estava Lehmann e cantou na abertura do festival uma longa e difícil ária de concerto. Lehmann surpreende Brower com o frescor de sua voz, que apesar da avançada idade, mostrou-se rejuvenescida; pelo menos para a ocasião.

## O mistério de Hedwig Helbig
Nas gravações da voz de Lilli Lehmann há duetos da cantora com Hedwig Helbig. Quatro dos discos publicados foram duetos com Helbig. São trechos de ópera, de As Bodas de Fígaro, Cosi Fan Tutte, Norma e o Crucifixo de Jean-Baptiste Fauré. Helbig é um enigma; nunca gravou seus próprios discos e parece ter tido uma carreira irrastreável. Ela é vagamente mencionada em Mein Weg como sendo sobrinha de Lilli Lehmann e eventual companhia de viagens da prima donna, caso contrário, não há referências à carreira dela fora do contexto destas gravações. Contudo, ela é uma cantora claramente bem treinada, e sua voz parece tanto com a de Lehmann que às vezes é possível questionar quem está cantando qual parte. Helbig poderia ser um pseudônimo para Marie Lehmann, a irmã de Lilli Lehmann, a qual realmente teve uma carreira e apareceu no palco com Lilli cantando Adalgisa e Donna Elvira entre outros papéis.
Apesar deste mistério aparente, no web site Mild und Leise - Isoldes Liebestod há uma galeria de fotografias de Lilli Lehmann. Numa das fotografias estão Lilli e Marie Lehmann junto a Hedwig Helbig, o que desmistifica a hipótese de Helbig ser um pseudônimo para Marie Lehmann.

## Consciência técnico-vocal
Lehmann declarou que é mais fácil cantar as três Brünnhildes (Die Walküre, Siegfried e Götterdämmerung) do que cantar uma Norma porque em Wagner a letra e a música se fundem com a expressão muito profundamente. Já em Norma, a voz tem que soar linda o tempo todo e sempre bem emitida sem permitir qualquer deslize.
Em outra ocasião perguntaram a Lilli Lehmann por que ela não cantava a ária de concerto "Ah, perfido" de Beethoven, ao que Lehmann parece ter respondido: Eu já estudo esta ária há seis anos e ainda não me sinto pronta para cantá-la.